# Spider-Man: The New Animated Series
Spider-Man: The New Animated Series (alias MTV Spider-Man) is een animatieserie uit 2003, gebaseerd op de Marvel Comics superheld Spider-Man.
De serie werd gemaakt met behulp van computeranimatie, en werd geproduceerd door Mainframe Entertainment. De serie werd eerst uitgezonden in de Verenigde Staten op MTV. In Vlaanderen werd de serie uitgezonden op VTM bij TamTam en later op VIER. De serie liep voor slechts één seizoen.
De serie is zowel qua verhaal als personages een vervolg op de Spider-Man film uit 2002. De serie hield echter geen rekening met mogelijke vervolgen op de film Zo is in de serie bijvoorbeeld te zien hoe Dr. Curt Connors veranderd in de Lizard en sterft in een gevecht met Spider-Man, terwijl hij in de tweede film ook voorkomt.

## Inhoud
Aannemend dat de serie plaatsvindt in dezelfde realiteit als de film, speelt de serie zich korte tijd na de film af (Norman Osborn is dood). Peter Parker is inmiddels afgestudeerd van de middelbare school en zit nu op de Empire State Universiteit. Hij probeert nog steeds zijn door een spinnenbeet verkregen superkrachten te gebruiken voor het goede, maar heeft duidelijk moeite met een balans te vinden tussen zijn verantwoordelijkheden als superheld met schoolwerk, en zijn relatie met Mary Jane Watson. Ondertussen is Harry Osborn nog altijd uit op wraak op Spider-Man voor wat hij zijn vader heeft aangedaan. Waar de serie ook bekend om stond was de meer volwassen gerichte en donkerdere toon.

## Stem acteurs

### Hoofdpersonages
| Rol                     | Stem acteur         |
| ----------------------- | ------------------- |
| Spider-Man/Peter Parker | Neil Patrick Harris |
| Mary Jane Watson        | Lisa Loeb           |
| Harry Osborn            | Ian Ziering         |
| Officer Barr            | Edward Asner        |

### Gast stemacteurs
- Stan Lee deed de stem van Frank Elson in de laatste twee afleveringen: (12, 13) Mind Games.
- De heavymetalzanger Rob Zombie deed de stem van Dr. Curt Connors/The Lizard in aflevering 3, Law of the Jungle.
- Rapster Eve deed de stem van Talon in Keeping Secrets.
- Kathy Griffin deed de stem van Roxanne, een van de Gaines Tweeling in Mind Games 1 en 2.
- Michael Clarke Duncan, die in de Daredevil film de rol van Kingpin speelde, deed in deze serie Kingpins stem.
- James Marsters (Spike uit Buffy the Vanpire Slayer) deed de stem van Sergei, de leider van een high-tech gang van huursoldaten, in Tight Squeeze en Mind Games: Part 1.
- Harold Perrineau Jr. deed de stem van Turbo Jet, een vijand waarschijnlijk gebaseerd op de Rocket Racer in Heroes and Villains.
- Gina Gershon deed de stem van Shikata in Sword of Shikata.

## Afleveringen
1. Heroes and Villains
2. Royal Scam
3. Law Of The Jungle
4. The Sword Of Shikata
5. Keeping Secrets
6. Tight Squeeze
7. Head Over Heels
8. The Party
9. Flash Memory
10. Spider-Man Dis-Sabled
11. When Sparks Fly
12. Mind Games, Part One
13. Mind Games, Part Two

## Vijanden
De volgende vijanden uit de strips verschenen ook in deze serie:
- Electro: in afleveringen 8 & 11.
- The Lizard: in aflevering 3.
- Silver Sable: in afleveringen 10 en 12
- Kingpin: in aflevering 2. Omdat Michael Clarke Duncan zijn stem deed is Kingpin in deze serie net als in de Daredevil film een Afro-Amerikaan in plaats van een blanke man.
- Kraven the Hunter: in afleveringen 12 en 13.